# Giro d'Itàlia de 1955
El Giro d'Itàlia de 1955 fou la trenta-vuitena edició del Giro d'Itàlia i es disputà entre el 14 de maig i el 5 de juny de 1955, amb un recorregut de 3.873 km distribuïts en 21 etapes, una d'elles contrarellotge individual i una altra contrarellotge per equips. 98 ciclistes hi van prendre part, acabant-la 86 d'ells. La sortida i arribada fou a Milà.

## Història
Gastone Nencini, revelació de la carrera, era líder a manca de dues etapes. En la 19a etapa Fausto Coppi i Fiorenzo Magni van atacar conjuntament. Coppi guanyà l'etapa i Magni prengué el lideratge, amb sols 13" sobre Coppi.
Bernardo Ruiz aconseguí la primera victòria d'etapa espanyola al Giro d'Itàlia.

## Equips
En aquesta edició hi van prendre part 14 equips integrats per set ciclistes cadascun, per formar un gran grup de 98 ciclistes.
| Núm   | Codi | Equip                   |
| ----- | ---- | ----------------------- |
| 1-7   | FAE  | Faema-Suïssa            |
| 8-14  | GIR  | Girardengo-Bèlgica      |
| 15-21 | FRA  | França                  |
| 22-28 | DON  | Doniselli-Països Baixos |
| 29-35 | IGN  | Ignis-Espanya           |
| 36-42 | BIA  | Bianchi                 |
| 43-49 | LEG  | Legnano                 |

| Núm   | Codi | Equip          |
| ----- | ---- | -------------- |
| 50-56 | ATA  | Atala          |
| 57-63 | FRE  | Fréjus         |
| 64-70 | TOR  | Torpado        |
| 71-77 | WEL  | Welter         |
| 78-84 | CHL  | Leo Chlorodont |
| 85-91 | ARB  | Arbos          |
| 92-98 | NIV  | Nivea Fuchs    |

## Etapes
| Etapa | Data       | Recorregut                       | Km  | Vencedor d'etapa          | Líder de la general     |
| ----- | ---------- | -------------------------------- | --- | ------------------------- | ----------------------- |
| 1a    | 14 de maig | Milà – Torí                      | 163 | Guido Messina (ITA)       | Guido Messina (ITA)     |
| 2a    | 15 de maig | Torí - Cannes                    | 243 | Fiorenzo Magni (ITA)      | Fiorenzo Magni (ITA)    |
| 3a    | 16 de maig | Cannes - Sanremo                 | 123 | Nino Defilippis (ITA)     | Fiorenzo Magni (ITA)    |
| 4a    | 17 de maig | Sanremo - Acqui Terme            | 192 | Alessandro Fantini (ITA)  | Fiorenzo Magni (ITA)    |
| 5a    | 18 de maig | Acqui Terme - Gènova             | 170 | Giancarlo Astrua (ITA)    | Fiorenzo Magni (ITA)    |
| 6a    | 19 de maig | Gènova - Lido d'Albaro (CRE)     | 18  | Torpado (ITA)             | Fiorenzo Magni (ITA)    |
| 7a    | 20 de maig | Gènova - Viareggio               | 164 | Giovanni Corrieri (ITA)   | Fiorenzo Magni (ITA)    |
| 8a    | 22 de maig | Viareggio - Perusa               | 260 | Rino Benedetti (ITA)      | Fiorenzo Magni (ITA)    |
| 9a    | 23 de maig | Perusa - Roma                    | 174 | Gastone Nencini (ITA)     | Fiorenzo Magni (ITA)    |
| 10a   | 24 de maig | Frascati - Frascati              | 207 | Bernardo Ruiz (ESP)       | Bruno Monti (ITA)       |
| 11a   | 25 de maig | Roma - Nàpols                    | 242 | Vincenzo Zucconelli (ITA) | Bruno Monti (ITA)       |
| 12a   | 26 de maig | Nàpols - Scanno                  | 216 | Gastone Nencini (ITA)     | Raphaël Géminiani (FRA) |
| 13a   | 27 de maig | Scanno - Ancona                  | 251 | Giorgio Albani (ITA)      | Raphaël Géminiani (FRA) |
| 14a   | 28 de maig | Ancona - Pineta di Cervia        | 173 | Giuseppe Minardi (ITA)    | Raphaël Géminiani (FRA) |
| 15a   | 29 de maig | Pineta di Cervia - Ravenna (CRI) | 50  | Pasquale Fornara (ITA)    | Gastone Nencini (ITA)   |
| 16a   | 30 de maig | Ravenna - Lido di Jesolo         | 245 | Rino Benedetti (ITA)      | Gastone Nencini (ITA)   |
| 17a   | 31 de maig | Lido di Jesolo - Trieste         | 150 | Alessandro Fantini (ITA)  | Gastone Nencini (ITA)   |
| 18a   | 2 de juny  | Trieste - Cortina d'Ampezzo      | 236 | Angelo Conterno (ITA)     | Gastone Nencini (ITA)   |
| 19a   | 3 de juny  | Cortina d'Ampezzo - Trento       | 227 | Jean Dotto (FRA)          | Gastone Nencini (ITA)   |
| 20a   | 4 de juny  | Trento - San Pellegrino Terme    | 216 | Fausto Coppi (ITA)        | Fiorenzo Magni (ITA)    |
| 21a   | 5 de juny  | San Pellegrino Terme - Milà      | 141 | Hugo Koblet (SUI)         | Fiorenzo Magni (ITA)    |

## Classificacions finals

### Classificació general
| Classificació General                 | Classificació General   | Classificació General | Classificació General |
| Pos.                                  | Ciclista                | Equip                 | Temps                 |
| ------------------------------------- | ----------------------- | --------------------- | --------------------- |
| 1                                     | Fiorenzo Magni (ITA)    | Nivea Fuchs           | 108h 56' 13"          |
| 2                                     | Fausto Coppi (ITA)      | Bianchi               | + 13"                 |
| 3                                     | Gastone Nencini (ITA)   | Leo Chlorodont        | + 4' 08"              |
| 4                                     | Raphaël Géminiani (FRA) | França                | + 4' 51"              |
| 5                                     | Agostino Coletto (ITA)  | Fréjus                | + 7' 19"              |
| 6                                     | Aldo Moser (ITA)        | Torpado               | + 8' 01"              |
| 7                                     | Pasquale Fornara (ITA)  | Leo Chlorodont        | + 9' 16"              |
| 8                                     | Salvador Botella (ESP)  | Ignis                 | + 14' 10"             |
| 9                                     | Wout Wagtmans (NED)     | Doniselli             | + 16' 03"             |
| 10                                    | Hugo Koblet (SUI)       | Faema                 | + 20' 16"             |
| 98 participants, 86 acabaren la cursa |                         |                       |                       |

### Classificació de la muntanya
|   | Ciclista              | Equip          | Punts |
| - | --------------------- | -------------- | ----- |
| 1 | Gastone Nencini (ITA) | Leo Chlorodont | 7     |
| 2 | Josep Serra (ESP)     | Ignis          | 6     |
| 3 | Bruno Monti (ITA)     | Atala          | 4     |
| 3 | Antoni Gelabert (ESP) | Ignis          | 4     |